# Kapitania
Kapitania lub Kapitania generalna (hiszp. capitanía general, port. capitania-geral) - jednostka administracyjna dawnych terytoriów zamorskich Hiszpanii i Portugalii (np. kapitanie kolonialnej Brazylii), na czele której stał kapitan generalny.